# Džammú a Kašmír
Džammú a Kašmír (anglicky Jammu and Kashmir; hindsky जम्मू और कश्मीर, Jammū aur Kašmīr; urdsky جموں و کشمیر, Jammūn ō Kašmīr; kašmírsky جۆم تہٕ کٔشیٖر, Jom tụ Kạšīr) je od odebrání autonomie v roce 2019 svazovým teritoriem Indie. Indie za součást svého území považuje celé území bývalého knížecího státu Kašmír, který zde existoval do roku 1947, fakticky však kontroluje jen necelou polovinu jeho rozlohy. Zbytek je rozdělen mezi Pákistán a v menší míře Čínu. Indií nárokované území sousedí na severu s afghánským Váchánem, na východě s čínskými autonomními oblastmi Ujgursko a Tibet, na jihu s indickými státy Himáčalpradéš a Paňdžáb a na západě s pákistánskými provinciemi Paňdžáb a Chajbar Paštúnchwá.
Indická vláda považuje celé území za součást Indie, a to včetně území spravovaného Pákistánem, kterému říká „Pákistánem okupovaný Kašmír“. Na druhé straně Pákistán neuznává indickou svrchovanost ani nad územím, které je momentálně pod indickou kontrolou, a nazývá ho „Okupovaný Kašmír“, zatímco území pod jeho kontrolou se jmenuje Ázád Kašmír (Azad Kashmir, česky Svobodný Kašmír). Pákistán nenárokuje Kašmír přímo jako součást svého území, nýbrž prohlašuje, že o osudu Kašmíru by měli svobodně rozhodnout jeho obyvatelé. Ázád Kašmír požívá v rámci Pákistánu jisté autonomie, o skutečné nezávislosti lze však těžko mluvit a žádný jiný stát na světě Ázád Kašmír jako nezávislý neuznává. Pákistán navíc nepovažuje (na rozdíl od Indie) za součást Kašmíru oblast Gilgit-Baltistán (dříve Northern Areas) včetně strategické Karákoramské dálnice, spojující Pákistán s Čínou. Tato území byla začleněna do Pákistánu (byť si udržují zvláštní status) a proklamace o svobodě Kašmíru se na ně nevztahuje; jejich rozloha přitom mnohonásobně převyšuje rozlohu Ázád Kašmíru.
Čína spravuje nevelké hornaté území Aksai Čin, kudy vede strategická silnice z Ujgurska do Tibetu. Formálně ho převzala na základě dohody s Pákistánem, avšak Indie namítá, že Pákistánu území nepatřilo a neměl právo s ním nakládat. Obě země o toto území v roce 1962 vedly krátkou válku. Dále spravuje část historického Kašmíru v rámci autonomní oblasti Ujgursko.
Indická vláda zakazuje jakékoli publikace, které popisují či zobrazují Indií nárokované území Kašmíru jako sporné území nebo dokonce jako součást Pákistánu či Číny. To například vedlo v roce 1998 k zákazu distribuce CD-ROM Encyclopædia Britannica v Indii.
Území, které zůstává v indických rukách, se skládá ze tří nestejných částí: okolí Džammú, údolí Kašmír a Ladak na východě. Obyvatelé Kašmíru jsou převážně muslimové, jen v Ladaku převládá buddhismus. Toto bývalé samostatné království, přezdívané též Malý Tibet, zůstává stranou kašmírského konfliktu a i dnes láká turisty. Obyvatelstvo hovoří vlastním jazykem, ladákštinou, která je příbuzná tibetštině. K 31. říjnu 2019 byl stát Džammú a Kašmír zrušen a jeho území bylo rozděleno na dvě nová svazová teritoria Džammú a Kašmír a Ladak.

## Geografie
Celé území státu je značně hornaté, pouze jihozápadní hranice kolem Džammú leží relativně v nížině. Z východu sem dosahují výběžky Himálaje, Zanskárské hory v Ladákhu je spojují s pohořím Karákoram, severního okraje pákistánského Kašmíru se dotýká Hindúkuš a do Čínou spravovaného Aksai Činu zasahuje pohoří Kchun-lun. Nejvyšší horou Kašmíru je druhá nejvyšší hora planety, K2 (též Mount Godwin Austen, Čhokori, Qogir Feng aj.; 8611 m). Indií spravované území dosahuje do výšky 7135 m n. m. masívem Nun Kun.
Nejvýznamnější kašmírskou řekou je Indus, který ovšem pramení v sousedním Tibetu, Kašmírem protéká z jihovýchodu na severozápad, tam se teprve láme k jihu a protéká Pákistánem do Indického oceánu.

## Správní členění
Indií kontrolovaná část státu Džammú a Kašmír se dělí na 22 okresů (anglicky district, urdsky ضلع zila'a, kašmírsky ضِلہٕ zilụ, hindsky जिला džilā). Údaje
o velikosti okresů pocházejí ze stránek vlády Džammú a Kašmíru. Jejich součet neodpovídá údajům o celkové rozloze Indií spravovaného území. Anglická Wikipedie udává rozlohu 100 569 km², estonská 101 387 km², vládní stránky uvádějí 101 437 km², ale součet rozloh okresů uvedených tamtéž vychází na 87 594, resp. 126 259 km² (u okresu Léh je uvedeno 44 000 km², u Kargilu 14 036, ale celý Ladakh (součet okresů Kargil a Léh) má být 96 701 km²!)
Údaje o počtu obyvatel se vztahují k poslednímu indickému sčítání v roce 2001. Na Pákistánem kontrolovaných územích proběhlo poslední sčítání v roce 1998; zde uvedené údaje vznikly extrapolací nasčítaných dat pomocí přirozeného přírůstku do roku 2001. Území kontrolovaná Čínou nejsou trvale obydlená.
Okres Rajouri vznikl v roce 1968 vyčleněním z okresu Poonch. V roce 1979 byl dále ze Srinagaru vyčleněn Budgam, z Baramully Kupwara, z Anantnagu Pulwama a Ladakh byl rozdělen na Kargil a Léh.
K další úpravě správního členění došlo v roce 2007, kdy byly vytvořeny okresy Kištvár (vyčleněn z Dódy), Rámbán (z Dódy), Rijásí (z Udhampúru), Sámba (z Džammú), Bándípúra (z Bárámúly), Gánderbal (ze Šrínagaru), Kulgám (z Anantnágu) a Šópiján (z Pulvámy).
- Džammú (جموں) Mapa okresů státu Džammú a Kašmír

| Okres | Okres    | Okres                | Hindsky  | Urdsky       | Rozloha (km²) | Obyvatel  |
| ----- | -------- | -------------------- | -------- | ------------ | ------------- | --------- |
| 1.    | Jammu    | Džammú, جموں         | जम्मू जिला   | ضلع جموں     | 3 097         | 1 572 000 |
| 28.   | Samba    | Sámba                | सांबा जिला    | ضلع سامبا    |               |           |
| 2.    | Kathua   |                      | कठुआ जिला   | ضلع کٹھوعہ   | 2 651         | 544 000   |
| 3.    | Doda     |                      | डोडा जिला    | ضلع ڈوڈا     | 11 691        | 690 000   |
| 29.   | Kishtwar | Kištvár              | किश्तवार जिला | ضلع کشتواڑ   |               |           |
| 30.   | Ramban   | Rámbán               | रामबान जिला  | ضلع رامبان   |               |           |
| 4.    | Udhampur |                      | उधमपुर जिला | ضلع ادھم پور | 4 550         | 739 000   |
| 31.   | Reasi    | Rijásí               | रियासी जिला   | ضلع ریاسی    |               |           |
| 5.    | Rajouri  | Radžuri, Rajauri     | राजौरी जिला   | ضلع راجوری   | 2 630         | 472 000   |
| 6.    | Poonch   | Punčh, پونچھ , Punčh | पुंछ जिला    | ضلع پونچھ    | 1 674         | 372 000   |

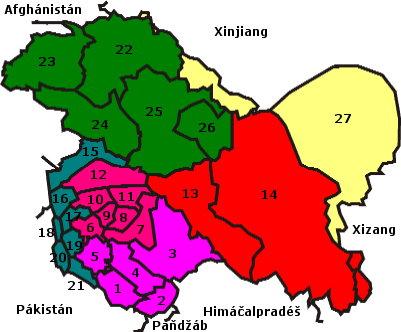
Mapa okresů státu Džammú a Kašmír

91% obyvatel okresu Kathua jsou hinduisté. V okresu Doda se mluví kašmírsky, dogri, bhadarwahi, kishtwani, siraji, pogli, paddri a paňdžábsky. Hlavním jazykem v Rajouri je pahárí, též gojri, dogri, kašmírština.
- Kašmír (Vádí Kašmír, وادی کشمیر)

| Okres | Okres     | Okres            | Hindsky  | Urdsky         | Rozloha (km²) | Obyvatel  |
| ----- | --------- | ---------------- | -------- | -------------- | ------------- | --------- |
| 7.    | Anantnag  | अनन्तनाग           | अनंतनाग जिला | ضلع اننت ناگ   | 3 934         | 1 170 000 |
| 32.   | Kulgam    | Kulgám           | कुलगाम जिला  | ضلع کولگام     |               |           |
| 8.    | Pulwama   |                  | पुलवामा जिला  | ضلع پلوامہ     | 1 398         | 649 000   |
| 33.   | Shopian   | Šópiján          | शोपियां जिला   | ضلع شوپیاں     |               |           |
| 9.    | Budgam    | Badgam           | बड़गांव जिला  | ضلع بڈگام      | 1 371         | 632 000   |
| 10.   | Baramulla | Baramula         | बारामूला जिला  | ضلع بارہ مولہ  | 4 588         | 1 167 000 |
| 34.   | Bandipora | Bándípúra        | बांडीपुरा जिला  | ضلع بانڈی پورہ |               |           |
| 11.   | Šrínagar  | Šrínagar, سرینگر | श्रीनगर जिला | ضلع سرینگر     | 2 228         | 1 183 000 |
| 35.   | Ganderbal | Gánderbal        | गांदरबल जिला | ضلع گاندربل    |               |           |
| 12.   | Kupwara   | Kupvara          | कुपवाड़ा जिला  | ضلع کپواڑاہ    | 2 379         | 640 000   |

Hlavními jazyky v Anantnagu a Šrínagaru jsou kašmírština a urdština, v Pulwamě kašmírština a vedle ní též pahari a sujri. V Baramulle kašmírština, dále pahárí, gojri, sheena (dardi) a urdština.
- Ladákh (لداخ, लद्दाख, Laddākh, ལདཁ)

| Okres | Okres  | Okres               | Hindsky | Urdsky    | Rozloha (km²) | Obyvatel |
| ----- | ------ | ------------------- | ------- | --------- | ------------- | -------- |
| 13.   | Kárgil | Kárgil, کارگل, करगिल | कारगिल जिला | ضلع کارگل | 14 036        | 118 000  |
| 14.   | Léh    | Léh, लेह             | लेह जिला   | ضلع لیہہ  | 45 110        | 115 000  |

Severní část okresu Kargil hovoří jazykem balti (kargali), jižní (Zanskár) jazykem ladákhí. V okrese Leh se mluví ladákhí. Zhruba platí, že mluvčí balti jsou muslimové, mluvčí ladákhí buddhisté.
- Ázád Kašmír (Ázád Džamún Kašmír, آزاد جموں کشمیر): Vláda AJK v srpnu 2009 zavedla dva nové okresy Haveli (Havélí) a Hattian Bala (Hatján Bálá), ale ani na svých stránkách zatím neuvádí jejich rozlohu a počet obyvatel. Nejsou k dispozici ani mapy, na kterých by nové okresy byly zakresleny. Okres Havélí byl zřejmě vyčleněn z Bághu (východní část), jeho správním centrem je město Kahúta (کہوٹہ). Okres Hatján Bálá byl snad vyčleněn z Muzaffarábádu – obec toho jména se na mapách objevuje v horách na jihovýchod od Muzaffarábádu, na trase autobusové linky, která jednou týdně překračuje linii kontroly do Šrínagaru v indickém Kašmíru. Určité pochybnosti však přináší další stránka vlády AJK[nedostupný zdroj], která tvrdí, že „A new districts of Havaile(Kahuta) and Hattian(Athmuqam) have also been declared in the north." („Nové okresy Havaile (Kahuta) a Hattian (Athmuqam) byly také vyhlášeny na severu.") Město Athmuqam je totiž podle dosavadních map správním centrem okresu Neelum (Nílam).

| Okres | Okres        | Okres        | Urdsky         | Rozloha (km²) | Obyvatel |
| ----- | ------------ | ------------ | -------------- | ------------- | -------- |
| 36.   | Neelum       | Nílam        | ضلع نیلم       | 3 621         | 106 778  |
| 15.   | Muzaffarabad | Muzafar Ábád | ضلع مظفرآباد   | 2 496         | 810 000  |
| 16.   | Dach         | Bágh         | ضلع باغ        | 1 268         | 417 000  |
| 17.   | Punch        | Púnčh        | ضلع پونچھ      | 855           | 439 000  |
| 18.   | Sudhamti     | Sudhantí     | ضلع سدھنتی     | 569           | 238 000  |
| 19.   | Kotli        | Kótlí        | ضلع کوٹلی      | 1 862         | 608 000  |
| 20.   | Mirpur       | Mírpúr       | ضلع میرپور     | 1 010         | 356 000  |
| 21.   | Bhimber      | Bhimber      | ضلع بھمبر      | 1 516         | 326 000  |
| 37.   | Haveli       | Havílí       | ضلع حویلی      |               |          |
| 38.   | Hattian Bala | Hatján Bálá  | ضلع ہٹیاں بالا |               |          |

- Severní oblasti (Northern areas, شمالی علاقہ جات, Šimālī ʿIlāqâjāt) byly pákistánskou vládou v roce 2009 přejmenovány na Gilgit-Baltistán (Gilgit-Baltistan, گلگت و بلتستان, Gilgit va Baltistán). Za Baltistán se považují okresy Gánčé a Skardú, zbytek tvoří Gilgitskou oblast. K pěti starším okresům a šestému novějšímu okresu Astúr přibyl v roce 2009 sedmý okres, Hunza-Nagar, vyčleněný z Gilgitu. Urdský i paňdžábský výraz pro okres je ضلع zila'a, množné číslo urdsky اضلاع azilā'a, paňdžábsky ضلعے zila'e.

| Okres | Okres       | Okres       | Urdsky       | Rozloha (km²) | Obyvatel |
| ----- | ----------- | ----------- | ------------ | ------------- | -------- |
| 22.   | Gilgit      | Gilgit      | ضلع گلگت     | 39 300        | 264 000  |
| 23.   | Ghizar      | Ghizar      | ضلع غذر      | 9 635         | 132 000  |
| 24.   | Dumir       | Djámir      | ضلع دیامر    | 10 936        | 221 000  |
| 25.   | Baltistan   | Skardú      | ضلع سکردو    | 18 000        | 234 000  |
| 26.   | Ghanche     | Gánčé       | ضلع گانچے    | 9 400         | 94 000   |
| 39.   | Astore      | Astúr       | ضلع استور    | 8 657         | 71 666   |
| 40.   | Hunza-Nagar | Hunza-Nagar | ضلع ہنزہ۔نگر |               |          |

- Aksai Čin netvoří v rámci Číny samostatnou územně-správní jednotku, ale je rozdělen mezi prefektury dvou autonomních oblastí. Není trvale osídlen.

| Autonomní oblast | Autonomní oblast                    | Prefektura | Čínsky   | Čínsky      | Čínsky             | Ujgursky / Tibetsky | Ujgursky / Tibetsky | Ujgursky / Tibetsky | Rozloha (km²) |
| ---------------- | ----------------------------------- | ---------- | -------- | ----------- | ------------------ | ------------------- | ------------------- | ------------------- | ------------- |
| 27.              | Ujgurská autonomní oblast Sin-ťiang | Hotan      | 和田地区 | Hétián Dìqū | Che-tchien ti-čchü | خوتەن ۋىلايىتى      | Xoten wilayiti      | Choten vilajiti     | 37 555        |
| 27.              | Tibetská autonomní oblast           | Ngari      | 阿里地区 | Ālǐ Dìqū    | A-li ti-čchü       | མངའ་རིས་ ས་ཁུལ        | Mnga'-ris sa-khul   | Ngari sakhul        | 37 555        |

## Jazyky
Celoindickými úředními jazyky jsou hindština a angličtina. Státním jazykem Džammú a Kašmíru je urdština (od roku 1906, kdy z rozhodnutí mahárádži Pratapa Singha nahradila perštinu). Všechny dosud uvedené jazyky jsou pro drtivou většinu obyvatelstva státu cizí. Kašmírština, kterou hovoří asi 55% obyvatel státu, se ve státní správě nepoužívá, i když je alespoň na seznamu 18 jazyků oficiálně uznávaných indickou federální vládou. Státní správa Džammú a Kašmíru stále více preferuje angličtinu (i v zákonodárství). Angličtina se používá ve vyšším školství a částečně i v tisku. Urdština se používá v tisku a jako vyučovací jazyk na základních školách.
Obyvatelstvo hovoří řadou dalších jazyků. V oblasti Džammú jsou to dialekty paňdžábštiny, zejména dogrí; paňdžábština je také běžným (ale ne úředním) jazykem Azad Kashmiru. V centrální oblasti jsou to (vedle kašmírštiny) dialekty hindštiny, godžrí a pahárí. Ladákh hovoří ladákštinou, příbuznou tibetštině; sever okresu Kargil už ovládá jazyk balti/kargali, stejně jako jihovýchodní třetina Pákistánem obsazených Severních oblastí (tzv. Baltistán). Severní třetina (zvaná Hunza) je doménou zvláštního jazyka burušaskí, zatímco jihozápadní třetina používá jazyk dardí, příbuzný kašmírštině.

## Dějiny Kašmíru
Historický stát Kašmír vznikl 16. 3. 1846. Ihned po osamostatnění Indie a Pákistánu v roce 1947 svedly tyto dva státy o Kašmír válku. Na území měli sice převahu muslimové, nicméně kašmírský mahadádža Hari Singh, který byl ale sám hinduista, se nechtěl připojit ani k Indii, ani k Pákistánu. V říjnu 1947 bylo ale území napadeno z pákistánské strany a protože se maharádža nemohl sám ubránit napadení ze strany Pákistánu, rozhodl se pro připojení k Indii. Indie vzápětí požádala OSN o zásah a došlo k ustavení komise pro Indii a Pákistán. V jejím čele stál československý diplomat Josef Korbel. Na návrh zmíněné komise byla 1. ledna 1949 vytvořená linie příměří a zastavena palba. Důsledkem toho je Kašmír rozdělený na dvě části.